# 淵棲小鮋
淵棲小鮋是輻鰭魚綱鮋形目鮋亞目鮋科的其中一種，為亞熱帶海水魚，分布於西太平洋印尼海域，棲息深度可達60公尺，體長可達6.3公分。棲息在砂石底層水域，生活習性不明。

## 扩展阅读
維基物種上的相關：淵棲小鮋